# Nant
Nant ist eine französische Gemeinde mit 1017 Einwohnern (Stand 1. Januar 2022) im Süden des Départements Aveyron. Sie gehört zum Kanton Millau-2.

## Geographie
Der Ort liegt im Tal des Flusses Dourbie, zwischen dem Causse Noir im Nordosten und dem Causse du Larzac im Westen. In Nant mündet der Durzon in die Dourbie. Das Gemeindegebiet gehört zum Regionalen Naturpark Grands Causses.

## Bevölkerungsentwicklung
| Jahr                       | 1962 | 1968 | 1975 | 1982 | 1990 | 1999 | 2007 | 2016 |
| Einwohner                  | 1057 | 1016 | 959  | 972  | 773  | 846  | 916  | 984  |
| Quellen: Cassini und INSEE |      |      |      |      |      |      |      |      |

## Sehenswürdigkeiten
- Kirche Saint-Pierre
- Markthalle

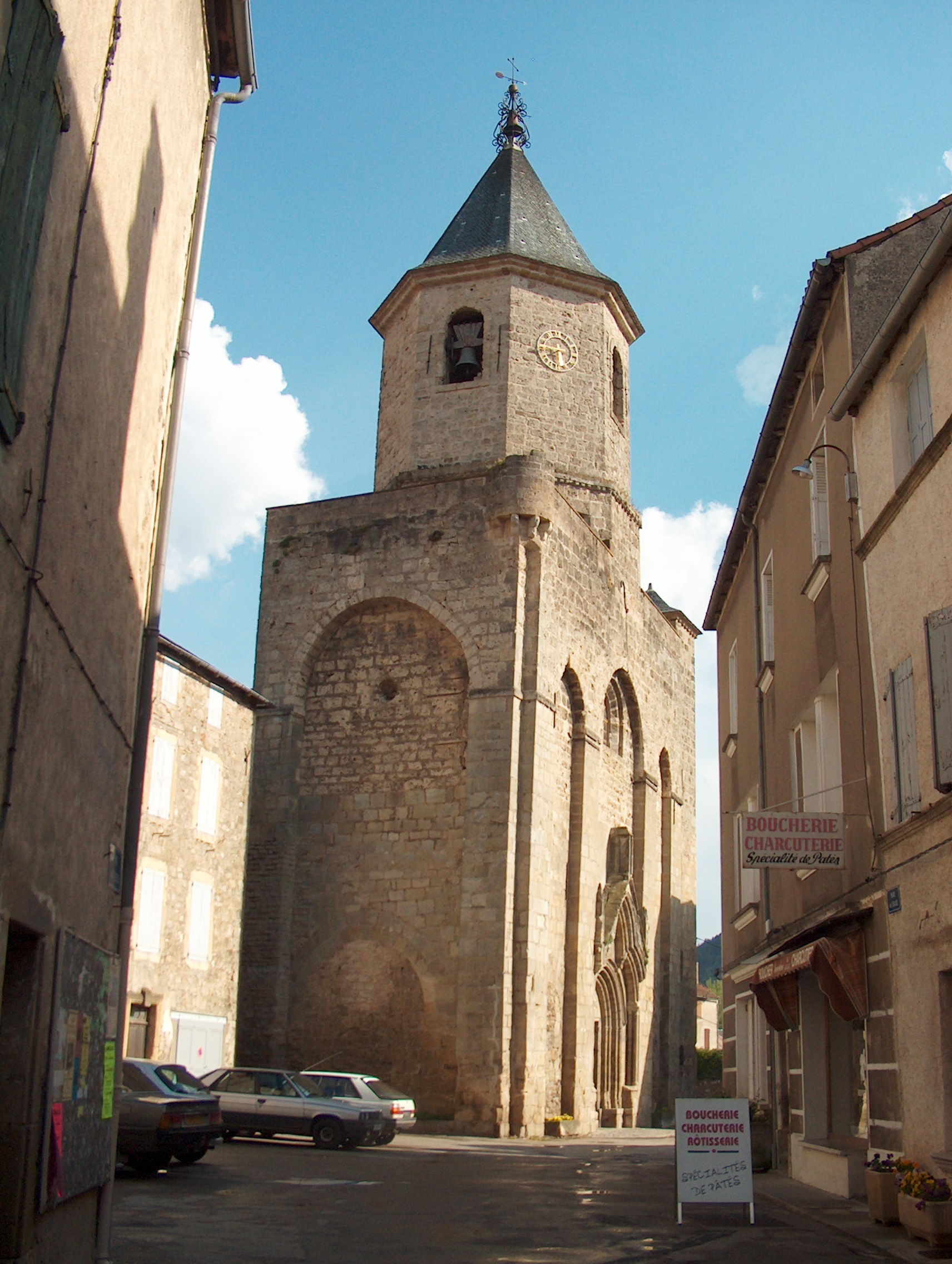
Kirche Saint-Pierre

- Pont de la Prade über die Dourbie.
- Parc de Claux

## Persönlichkeiten
- Jules Bruguière (1851–1906), Geistlicher und Missionar